# Symfonie nr. 4 (Penderecki)
Krzysztof Penderecki componeerde zijn Symfonie nr. 4 voor de festiviteiten in Frankrijk naar aanleiding van het 200e herdenkingsjaar van de Franse Revolutie. Tegelijkertijd vond er in zijn geboorteland Polen ook een aanloop naar een revolutie plaats; de val van het communistisch regime van Wojciech Jaruzelski.
De chaos tijdens beide revoluties hebben hun weerslag gehad op deze symfonie. Alhoewel fragmentarisch van opzet, lopen de diverse onderdelen naadloos in elkaar over. Dit staat in schril contrast tot zijn vorige symfonie; zijn 2e symfonie, die een klassieke structuur heeft. Toch klinkt deze symfonie melodieus, zonder een melodie te hebben. Ook nu weer begint Penderecki zijn symfonie met de lage strijkinstrumenten, ditmaal onder trompetten. Dat gaat over in een klaaglijk deel. In het tweede deel zit de fuga; deze komt slechts langzaam op gang en komt dan weer langzaam tot stilstand en gaat over in een serie van solo’s van de blaasinstrumenten. Met name de solo van de althobo heeft weer veel weg van de solo voor hetzelfde instrument in de 8e symfonie van Dmitri Sjostakovitsj. Het gaat naadloos over in een nieuwe fuga, die afgesloten wordt met contrabassen en slagwerk. Het afsluitend deel klinkt ironisch en gaat naar een open eind.
Deze symfonie bestaat uit vijf delen, die zonder tussenpauze gespeeld worden:
1. Adagio (vandaar de bijnaam)
2. Piu animato
3. Tempo I
4. Allegro
5. Tempo II

## Orkestratie
- 1 piccolo, 2 dwarsfluiten, 2 hobo’s, 1 althobo, 3 klarinetten, 1 basklarinet, 2 fagotten, 1 contrafagot
- 5 hoorns, 3 trompetten, 4 trombones, 1 tuba
- 4 man / vrouw percussie voor triangel, tamtam, kleine trom, tamboerijn, rototoms, (schellenbaum), (triangelbaum), crotales, buisklokken, xylofoon
- violen, altviolen, celli, contrabassen

N.B.: Penderecki voltooide zijn 3e symfonie pas zes jaar na de voltooiing van deze 4e symfonie. De eerste uitvoering werd gegeven door Lorin Maazel met het Orchestre National de France.

## Bron en discografie
- Uitgave Naxos; Pools Nationaal Radio-Symfonieorkest o.l.v. Antoni Wit.

Nr. 1 · Nr. 2 · Nr. 3 · Nr. 4 · Nr. 5 · Nr. 6 · Nr. 7 · Nr. 8